# Suharto
Hadži Mohamed Suharto, indonezijski general, diktator in državnik, * 21. junij 1921, Kemusuk, Nizozemska vzhodna Indija, † 27. januar 2008, Džakarta, Indonezija.
Med boji za neodvisnost Indonezije se je v novoustanovljeni vojski povzpel do čina generalmajorja. 30. septembra 1965 so njegove sile preprečile poskus državnega udara, za katerega so okrivili Komunistično partijo Indonezije. Vojska je zato začela s pogromom proti komunistom, v katerem je bilo po nekaterih ocenah ubitih pol milijona ljudi. Suharto je medtem izsilil oblast od prvega predsednika Sukarna; leta 1967 je postal vršilec dolžnosti predsednika države, naslednje leto pa je po Sukarnovem odstopu uradno prevzel to funkcijo.
Vzpostavil je močno, centralizirano vlado pod nadzorom vojske, pod katero je indonezijsko gospodarstvo hitro napredovalo. Zaradi svoje protikomunistične usmerjenosti je imel med hladno vojno tudi močno diplomatsko podporo Zahoda. Vendar pa se je v 1990. letih zaradi skorumpiranega državnega aparata in avtoritarnosti pričelo širiti nezadovoljstvo nad njim. Dokončno je izgubil podporo med azijsko finančno krizo v letih 1997 in 1998 ter bil zaradi množičnih demonstracij prisiljen odstopiti maja 1998.
V letih, ki so sledila, so mu poskušali soditi zaradi obtožb o korupciji in genocidu med indonezijsko okupacijo Vzhodnega Timorja, a se je sojenju izognil zaradi šibkega zdravja.